# Parentucellia viscosa
La algaravía pegajosa (Parentucellia viscosa) es una planta herbácea de la familia Orobanchaceae.

## Descripción
Planta semiparásita, herbácea, anual, de glándulas pegajosas, verde claro, recta, normalmente no ramificada, de 10-50 cm de alto, con tallo cuadrangular. Hojas opuestas, oblongas, de hasta 12 mm de largo y 5 mm de ancho, más o menos afiladas, profundamente dentadas sobre todo las superiores. Inflorescencias terminales, laxas, en espigas, con hojas. Cáliz de 10-16 mm de largo, tubular, los 4 sépalos tan largos como el tubo. Corola amarilla, raramente blanca, bilabiada, caediza. Tubo corolino de hasta 25 mm de largo, cerrado. Labio superior en forma de casco, el inferior más largo, trilobado. 4 estambres, 2 más largos y 2 más cortos. Ovario súpero. Cápsula vellosa, apenas de 1 cm de largo. Semillas pequeñas.

## Hábitat
Praderas secas, orillas de arroyos.

## Distribución
Mediterráneo, en el este hasta Persia, en el oeste hasta Escocia.

## Taxonomía
Parentucellia viscosa fue descrita por (L.) Caruel y publicado en Flora italiana, ossia descrizione delle piante ... 6: 482. 1885.
Sinonimia
- Bartsia viscosa L.
- Bellardia viscosa (L.) Fisch. & C.A.Mey.
- Eufragia viscosa (L.) Benth.
- Lasiopera viscosa (L.) Hoffmanns. & Link
- Rhinanthus viscosus (L.) Lam.
- Trixago viscosa (L.) Rchb.[3]

## Nombres comunes
- Castellano: algarabía, algarabía pegajosa.